# Euthera lata
Euthera lata là một loài ruồi trong họ Tachinidae.